# Rybář
Rybář je priimek češkega izvora ter priimek več znanih oseb na Slovenskem:
- Dušan Rybář (1898—1959), novinar in publicist
- Jan Rybář (1833—1913), železniški gradbeni strokovnjak
- Miloš Rybář (1896—1971), bančni inšpektor in društveni delavec
- Miloš Rybář (1928—1995), pravnik, zgodovinar in bibliotekar
- Miran Rybář (1901—1977), ekonomist
- Otokar Rybář (1865—1927), politik in diplomat
- Vladimir Rybář (1894—1946), diplomat